# Bacteria straminea
Bacteria straminea är en insektsart som först beskrevs av Rehn, J.A.G. 1920.  Bacteria straminea ingår i släktet Bacteria och familjen Diapheromeridae. Inga underarter finns listade.